# Drinovci
Drinovci är ett samhälle i Bosnien och Hercegovina.   Det ligger i entiteten Federationen Bosnien och Hercegovina, i den södra delen av landet, 100 km sydväst om huvudstaden Sarajevo. Drinovci ligger 308 meter över havet och antalet invånare är 3 791.
Terrängen runt Drinovci är huvudsakligen kuperad, men åt nordväst är den platt. Närmaste större samhälle är Grude, 6,5 km nordost om Drinovci. 
Omgivningarna runt Drinovci är en mosaik av jordbruksmark och naturlig växtlighet. Runt Drinovci är det ganska tätbefolkat, med 93 invånare per kvadratkilometer.